# فوكس فيتشرز
فوكس فيتشرز (بالإنجليزية: Focus Features)‏ هي شركة إنتاج أفلام أمريكية، تأسست في 2002، يقع مقرها في يونيفرسال سيتي.

## روابط خارجية
- فوكس فيتشرز على موقع IMDb (الإنجليزية)
- فوكس فيتشرز على موقع IMDb (الإنجليزية)